# Sowjetische Verfassung von 1924
Die sowjetische Verfassung von 1924 (russisch Конституция СССР 1924 года) war die erste Verfassung der Union der Sozialistischen Sowjetrepubliken. Sie wurde am 6. Juli 1923 von der II. Sitzung des Zentralen Exekutivkomitees (CIK) der Union der Sozialistischen Sowjetrepubliken verabschiedet und trat am 31. Januar 1924 in Kraft. Die sowjetische Verfassung von 1924 war die erste gesamtrussische Verfassung seit den Staatsgrundgesetzen des Russischen Kaiserreichs. Sie wurde durch die Verfassung von 1936 („Stalin-Verfassung“) abgelöst.

## Verfassungsinhalt
Die Verfassung bestand aus der Präambel sowie zwei Abschnitten. Der zweite Abschnitt ist in 11 Kapitel gegliedert. Insgesamt hat die Verfassung 72 Artikel.
Erster Abschnitt: Deklaration über die Gründung der Union der Sozialistischen Sowjetrepubliken
Zweiter Abschnitt: Vertrag über die Bildung der Union der Sozialistischen Sowjetrepubliken
- Kapitel I. Die Kompetenzen der obersten Machtorgane der Union der Sozialistischen Sowjetrepubliken
- Kapitel II. Die Souveränitätsrechte der Unionsrepubliken und über die Unionsstaatsbürgerschaft
- Kapitel III. Der Sowjetkongress der Union der Sozialistischen Sowjetrepubliken
- Kapitel IV. Das Zentralexekutivkomitee der Union der Sozialistischen Sowjetrepubliken
- Kapitel V. Das Präsidium des Zentralexekutivkomitees der Union der Sozialistischen Sowjetrepubliken
- Kapitel VI. Der Rat der Volkskommissare der Union der Sozialistischen Sowjetrepubliken
- Kapitel VII. Das Oberste Gericht der Union der Sozialistischen Sowjetrepubliken
- Kapitel VIII. Die Volkskommissariate der Union der Sozialistischen Sowjetrepubliken
- Kapitel IX. Die Vereinigte Staatliche Politische Verwaltung
- Kapitel X Die Unionsrepubliken der Sowjetunion
- Kapitel XI. Das Wappen, die Flagge und die Hauptstadt der Union der Sozialistischen Sowjetrepubliken